# William Santacruz
Robert William Santacruz Ortíz (n. Asunción, Paraguay, 23 de enero de 1990) es un futbolista paraguayo. Juega de delantero y actualmente milita en el Cerro Porteño (Presidente Franco) de la Primera División de Paraguay.

## Clubes
| Club                              | País     | Año           |
| --------------------------------- | -------- | ------------- |
| Guaraní                           | Paraguay | 2006-2011     |
| Sportivo Trinidense               | Paraguay | 2012          |
| Cerro Porteño (Presidente Franco) | Paraguay | 2012-presente |